# Руда (трест)
Руда — залізорудний трест у місті Кривий Ріг, об'єднання підприємств із видобутку залізняку Криворізького залізорудного басейну.

## Історія
Організовано у січні 1931 року замість розформованого Південно-рудного тресту, від якого здобув 11 чинних рудоуправлінь:
- Рудоуправління імені Шварца (П'ятихатський район);
- Рудоуправління «Червоногвардійське» (майбутнє імені Рози Люксембург);
- Рудоуправління імені Кагановича (майбутнє імені ХХ партз'їзду);
- Рудоуправління ім. Леніна;
- Рудоуправління імені К. Лібкнехта;
- Рудоуправління імені газети «Правда» (приєднано до імені Ілліча);
- Рудоуправління імені Чубаря (майбутнє «Інгулець»);
- Рудоуправління «Жовтневе»;
- Рудоуправління імені Артема (майбутнє імені С. М. Кірова);
- Рудоуправління імені Ф. Е. Дзержинського;
- Рудоуправління імені Сталіна.

У травні 1931 року додалося чотири нових рудоуправління «Смичка», «МОДР», «Першотравневе» та «Радянське», рудоуправління імені Фрунзе та імені газети «Правда» ліквідовано.
До вересня 1931 року практика показала недоцільність змін і рудоуправління відновили в початковому складі.
На початок 1931 року у тресті працювало понад 20 тисяч гірників.
У 1931 році видобуток руди доведено до 7,7 млн тонн.
У квітні 1932 року управління тресту на чолі із Зоріним переведено з Харкова до Кривого Рогу
.
У 1933 році закінчено реконструкцію та введено в дію шахти імені Орджонікідзе, імені Кірова, імені Шильмана та МЮД.
Наприкінці 1933 року розглядалося питання про виділення копалень Нікополь-Марганцевського басейну в окремий трест
.
У липні 1934 року створено Першотравневе рудоуправління, у серпні — шахтоуправління «Більшовик», у листопаді — рудоуправління імені Ілліча, введено в експлуатацію шахти імені Комінтерну, «Комунар» та «Жовта Річка».
У жовтні 1935 року створено рудоуправління імені Хатаєвича
.
У березні 1939 року на підставі постанови Раднаркому СРСР та наказу наркома чорної металургії з метою наближення адміністративно-технічного керівництва до шахт та дільниць розпочато ліквідацію рудоуправлінь у Криворізькому басейні.
Замість тресту «Руда» створено три трести: «Дзержинськруда» (рудник імені Ф. Е. Дзержинського, керівник Лебідь Микола Георгійович), «Жовтеньруда» (рудник імені К. Лібкнехта, керівник Лаштоба Федір Іванович), «Ленінруда» (рудник імені В. І. Леніна, керівник Мелешкін Сергій Михайлович)
.
З 1 квітня 1939 року нові трести розпочали роботу
.